# Jean Grave

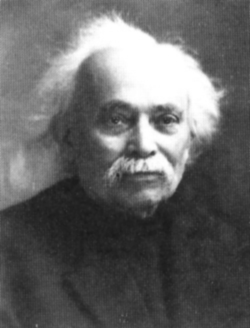
Jean Grave

Jean Grave (Le Breuil-sur-Couze, Puy-de-Dôme, 16 oktober 1854 - Vienne-en-Val, Loiret, 8 december 1939) was een Frans anarchist, journalist en uitgever.

## Leven en werk
Grave werd geboren in een klein dorp in Auvergne, waar zijn vader molenaar was. In 1860 trok de familie naar Parijs. In 1871 was de jeugdige Grave daar getuige van de Commune van Parijs (1871), welke grote indruk op hem maakte.
Grave raakte verzeild in socialistische kringen en richtte zelf in 1878 een anarchistische groepering op. Daarbij begon hij te schrijven voor het links-radicale tijdschrift Droit Social, uitgegeven in Lyon. Onder het pseudoniem 'Jehan le Vagre' gaf hij in 1882 het geschrift La Sociéte au lendemain de la Révolution uit, waarvoor hij kort daarna gearresteerd werd, maar uiteindelijk werd vrijgesproken.
In 1883 ging Grave naar Genève, waar hij met Peter Kropotkin en Élisée Reclus' het tijdschrift La Révolté uitgaf. Toen het tijdschrift twee jaar later naar Parijs 'verhuisde', werd Grave hoofdredacteur en schrijver van de meeste artikelen. Na de publicatie van het artikel Viande à Mitraille over het beschieten door een militair van een 1 meidemonstratie werd hij tot zes maanden gevangenis veroordeeld. In deze periode schreef hij het boek La Société Mourante et l'Anarchie (De stervende maatschappij en de anarchie), waarin hij het anarchocommunisme van Peter Kropotkins propageerde.
In de periode 1892-1894, toen in Parijs enige grote anarchistische aanslagen plaatsvonden, werden diverse invallen gedaan in het huis van Grave. In 1894 werd hij tijdens het zogenaamde ‘proces van dertig’ berecht op grond van de juist verordonneerde lois scélérates, een reeks wetten die de persvrijheid aan banden legden. Hij werd veroordeeld tot twee jaar plus boete voor de uitgave van zijn geschriften en Le Révolté werd verboden.
Na een amnestie door de nieuwe Franse president Félix Faure vertrok Grave naar zijn grote voorbeeld Kropotkin te Londen. Daar kreeg hij veel vrienden in de kunstwereld (František Kupka, Paul Signac, Théo van Rysselberghe, Camille Pissarro, Kees van Dongen) en leerde er ook zijn toekomstige vrouw kennen. Hij bleef volop artikelen schrijven en gaf onder andere vanuit Londen de Parijse krant Les Temps Nouveaux uit. Rond 1900 was hij ook erg actief in de internationale anarchistische beweging en raakte gelieerd met de syndicalistische beweging in Spanje en de libertaire pedagogiek van Francisco Ferrer.
Tijdens de Eerste Wereldoorlog tekende Grave, samen met onder meer Peter Kropotkin en Christiaan Cornelissen, het zogenaamde “manifest van zestien”, waarin hij zich uitsprak voor een geallieerde overwinning op het ‘militaristische’ Duitsland. Veel andere anarchisten, onder wie Domela Nieuwenhuis, Emma Goldman, Alexander Berkman, en Rudolf Rocker, vielen dit manifest echter fel aan als te veel oorlogsgezind. Na de oorlog zou het Grave sterk isoleren in anarchistische kringen en trok hij zich, deels overigens ook om gezondheidsredenen, terug uit het activisme. Hij leidde een teruggetrokken leven in Vienne-en-Val en overleed in 1939, 85 jaar oud.